# 印度棘赤刀鱼
印度棘赤刀鱼（学名：Acanthocepola indica）为赤刀鱼科棘赤刀鱼属的鱼类。分布于印度、日本、台湾岛以及中国南海等海域，生活习性为底栖。该物种的模式产地在印度Madras。其种加词“indica”意为“印度的”。